# Neidlingen
Neidlingen település Németországban, azon belül Baden-Württembergben. Lakosainak száma 1787 fő (2023. december 31.).

## Népesség
A település népessége az elmúlt években az alábbi módon változott:
| Lakosok száma | 1520 | 1819 | 1836 | 1799 | 1829 | 1787 |
|               | 1975 | 2017 | 2019 | 2021 | 2022 | 2023 |